# Boeci de Dàcia
Boeci de Dàcia fou un filòsof suec/danès del segle xiii, emmarcat en l'averroisme llatí.
Se sap que marxà a París per ensenyar filosofia, i allí conegué Siger de Brabant. Fou un dels acusats en les condemnes de 1277, on l'Església cristiana rebutjà per herètiques 219 tesis aristotèliques. Va fugir de París, juntament amb Siger, i s'uní als dominics a Dàcia.
Amb ell acaba la primera sèrie de filòsofs de l'averroisme llatí, moviment que continuarà uns anys més tard, però traslladant-se des de París fins a Pàdua.

## Doctrina filosòfica

### Epistemologia
Es fonamenta tant en la Raó com en la Fe. Creu que només el que pertany a la raó es pot demostrar, mentre que tot el que concerneix a la fe, tan sols s'ha de creure. Insisteix en la necessitat d'establir un respecte mutu entre la teologia i la filosofia, però sense barrejar-ne els camps, en línia averroista, que intentava fer ben explícita la classificació de les ciències.
Sembla que no acceptà la teoria de la doble veritat, sinó que postulà que existia una única veritat, amb dues maneres d'accedir-hi.

### Filosofia de la natura
Descriu el món com a producte de la voluntat divina, lligant la Creació amb l'averroisme. La Creació pot ésser afirmada per la necessitat matemàtica de l'existència d'un primer individu. La física es fonamenta, precisament, en el concepte de generació.

### Teologia
Boeci d'Adàcia parla de la Fe com a Veritat revelada. L'activitat de Déu és incognoscible, en tractar-se de voluntat pura.

### Moral
Distingeix entre virtuts, accions i béns, que es poden distingir al seu torn en naturals, morals i dianoètics. Es tracta d'una classificació ja anterior.
El bé suprem de l'home és la raó i el coneixement de la veritat. Mostra, així, una certa tendència intel·lectualista.
En relació amb les idees orientals, creu que l'ideal de l'home cal trobar-lo en el filòsof, que busca el coneixement de la veritat. El teòleg és més aviat un descobridor, no un creador, mentre que el filòsof genera nous discursos, és un creador-inventor.